# Les Beaux Jours
Les Beaux Jours je francouzský hraný film z roku 2013, který režírovala Marion Vernoux podle románu Une jeune fille aux cheveux blancs Fanny Chesnel. Snímek měl světovou premiéru dne 10. června 2013.

## Děj
Zubní lékařka Caroline nedávno odešla do důchodu, takže má spoustu volného času. Ale to pro ni nutně neznamená mít spokojený život. Ačkoliv je provdaná za Philippa, rovněž zubního lékaře, se kterým má dvě již provdané dcery a také vnoučata, není odolná proti milostnému dobrodružství. Do jejího života vstoupí o mnoho let mladší Julien. Jejich aféra však jednoho dne skončí na letišti před odletem na Island. Caroline se pak vrátí k Philippovi.

## Obsazení
| Fanny Ardant             | Caroline                |
| Laurent Lafitte          | Julien                  |
| Patrick Chesnais         | Philippe                |
| Jean-François Stévenin   | Roger                   |
| Fanny Cottençonová       | Chantal                 |
| Catherine Lachens        | Sylviane                |
| Alain Cauchi             | Jacky                   |
| Marie Rivière            | Jocelyne                |
| Marc Chapiteau           | Hugues                  |
| Féodor Atkine            | Paul                    |
| Olivia Côte              | Lydia, učitelka divadla |
| Émilie Caen              | servírka                |
| Éléonore Bernheim        | Lise                    |
| Maud Le Guénédal         | Rebecca                 |
| Hortense Gélinet         | Angličanka              |
| Cédric Le Maoût          | číšník                  |
| Pierre Volot             | sám sebe                |
| Marceline Loridaon-Ivens | osmdesátník             |

## Ocenění
- Mezinárodní filmový festival v Torontu: výběr do "Gala Presentations"
- César: nominace v kategoriích nejlepší herečka (Fanny Ardant), nejlepší herec ve vedlejší roli (Patrick Chesnais)